# 78 pr. n. št.
78 pr. n. št. je bilo leto predjulijanskega rimskega koledarja.
Oznaka 78 pr. Kr. oz. 78 AC (Ante Christum, »pred Kristusom«), zdaj posodobljeno v 78 pr. n. št., se uporablja od srednjega veka, ko se je uveljavilo številčenje po sistemu Anno Domini.

## Smrti
- Lucij Kornelij Sula, rimski politik in državnik (* 138 pr. n. št.)